# リアル回胴格闘技 スロッターレ
『リアル回胴格闘技 スロッターレ』（リアルかいどうかくとうぎ スロッターレ）は、2012年1月9日から2014年12月22日までTVQ九州放送で月曜26時台に放送されていたパチンコ・パチスロ番組である。番組をプロデュースしているのは、福岡県で配布されているフリーペーパー『パチスタ』を発行している株式会社Supporto。

## 番組概要
番組タイトルの "SLOTTARE"（スロッターレ）とは、"SLOT"＝パチスロと "LOTTARE"＝イタリア語で闘士（戦う）の意を合わせた造語である。タイトルが示す通りにパチスロの実戦を主としているが、パチンコの実戦も行う。
2012年1月から6月までが1stシーズン。
MCをミッチー・RYOHEI・マイケルの3人が週替わりで2人MCで出演。
2012年7月からリニューアルで2ndシーズン。ミッチーをメインMCにして実戦にも参加している。
SLOTTAREの9人（主に『パチスロ必勝ガイド』のライター）が週替わり3人での出演だったが、SLOTTAREは、まりも・2番セカンド近田・富永プロの3人がレギュラー出演。
2012年4月から富永プロに代わってあびちゃんがレギュラー出演。
2013年7月29日からあびちゃんに代わってくめっちがレギュラー出演。
2014年1月からリニューアルで3rdシーズン。MCが諸積ゲンズブール、SLOTTAREは、ナオミ・ゆみが新レギュラー出演。

## 出演者

### 現在の出演者
MC
- 諸積ゲンズブール

SLOTTARE
- ナオミ
- ゆみ
- くめっち

### 過去の出演者
MC
- RYOHEI
- マイケル
- ミッチー（1989年1月4日生まれ、本名・百市道徳）

SLOTTARE
- 無道X （パチスロ必勝ガイドライター）
- 元営業課長みそ汁（パチスロ必勝ガイドライター）
- バイソン松本（パチスロ必勝ガイドライター）
- まりも（パチスロ必勝ガイドライター）
- 2番セカンド近田（パチスロ必勝ガイドライター）
- チャーミー中元（フリーライター）
- 富永プロ（フリーライター）
- あびちゃん（パチスタ編集部）

## 関連番組
- パチスタTV レバーオン!!（RKB毎日放送）
- パチスタTV 山口レバーオン!!（山口朝日放送）